# كريستينو غوميز
كريستينو ألبرتو غوميز لوسيانو (بالإسبانية: Cristino Alberto Gómez Luciano) (من مواليد 24 يوليو 1987) هو شاعر، ومهندس زراعي، وأستاذ دومينيكاني. مؤلف «لقد عادت المياه» (Ha vuelto el agua) و «أنا قلت الحب» (Yo dije el amor) وكتب أخرى 

## النشأة
نشأ كريستينو غوميز في بلدة «فوندو غراندي» الواقعة في بلدية «لوما دي كابريرا» في جمهورية الدومينيكان. بدأ بكتابة الشعر في وقت مبكر من حياته، بدافع في البداية من عمل الشاعر الدومينيكي مانويل رويدا.

## حياته العملية
قصائد كريستينو غوميز مستوحاة من الطبيعة، والوطن، والحبيب، «تدعونا لتقدير الجمال»  وإدخال «الحب الذي يرمز إلى الطبيعة».
وقد نشرت قصائده مطبوعة وعلى شبكة الإنترنت، بضمنها المدونات والمجلات والصحف والشبكات الأدبية. يتم تضمين بعض كتاباته في مختارات الشعر، بضمنها «ألف قصيدة لنيرودا» (Mil Poemas a Neruda) تكريما للشاعرالتشيلي «بابلو نيرودا» الحائز على جائزة نوبل، و«مختارات من الشاعر والفنان الافتراضي» (Antología del Poeta y Artista Virtual). حصل في عام 2007 على جائزة «دبليو كاي كليوغ» (W.K. Kellog) للشعر من جامعة إيرث، وفي عام 2008 تم تكريم مدونته كـ«المدونة الأدبية الدومينيكانية المميزة» في معرض سانتو دومينغو للكتاب الدولي. يعمل كريستينو حاليًا كمدرس ومنسق لكلية الهندسة الزراعية بمعهد بوليتكنيكو لويولا، وأستاذ بمعهد الدراسات العليا المتخصصة في لويولا.